# Генкин, Иосиф Исаевич
Иосиф Исаевич (Шаевич) Генкин (декабрь 1884, Очаков, Херсонская губерния — 26 июля 1938, Каргопольлаг) — российский революционер, советский журналист и дипломат.

## Биография
Родился в семье еврея-слесаря. В 1885 году семья перебралась в Одессу, где Иосиф окончил еврейскую народную школу, а затем работал писцом аптекарского склада, литейщиком, переплетчиком, одновременно занимаясь самообразованием. 
В 1900 году организовал еврейский кружок рабочей молодежи, увлекался идеями Бунда, а в 1901 году стал членом РСДРП. Распространял нелегальную литературу, занимался созданием подпольных типографий, в частности, в Одессе и Кременчуге. Пытаясь уйти от преследования, в 1904 году перешел на нелегальное положение и поселился в Симферополе.
Во время Севастопольского восстания матросов в ноябре 1905 года принял участие в этом событии и 16 ноября 1905 года был арестован. Военно-морской суд в ноябре 1906 года приговорил его к 15 годам каторги, но затем срок был сокращен до 10 лет. Он отбывал срок в каторжных тюрьмах Смоленска, Шлиссельбурга, Вологды, Пскова и Орла, а в 1915 году по отбытии срока каторги был сослан на поселение в село Жигалово-Тутуры Верхоленского уезда Иркутской губернии, откуда он бежал и с декабря 1916 года жил на нелегальном положении в Иркутске. 
После Февральской революции 1917 года он стал членом Иркутской объединенной организации РСДРП, сотрудником газеты «Голос социал-демократа», председателем Иркутской общегородской больничной кассы. В 1918-1919 годах он работал в газете «Сибирь». В январе 1920 году он вошел во Временный Сибирский Совет народного управления, созданный в Иркутске Политцентром, и затем окончательно перешел на сторону большевиков, официально выйдя из меньшевистской партии. Он входил в делегацию Дальневосточной республики, которая вела переговоры с Японией. 
В 1922—1925 годах работал корреспондентом ТАСС и заведующим отделом информации полпредства СССР в Урге, где он также основал и редактировал небольшую русскую газету, а, кроме того, публиковал статьи в изданиях «Новый Восток», «Северная Азия», «Власть труда», «Огонек» и других. 
В 1926 году он был направлен в Лондон секретарем информационного отдела полпредства СССР, откуда после разрыва дипломатических отношений между СССР и Великобританией в 1927 году его перевели в Нью-Йорк, в информационно-экономический отдел Амторга. Летом 1929 года он вернулся в Москву, где стал работать в НИИ монополии внешней торговли, в 1935 году вышел на пенсию. 
С 1921 года он был членом Общества бывших политкаторжан и ссыльнопоселенцев и публиковал воспоминания: «По тюрьмам и этапам» (1922), «Восстание на броненосце “Потемкин Таврический”» (1925), «Лейтенант Шмидт и восстание на "Очакове". К 20-летию 1905-1925» (1925), «В камерах Орловского централа» (1934). 
18 марта 1938 года был арестован, и 26 мая 1938 года Особое совещание при НКВД СССР по обвинению в якобы участии в «нелегальной контрреволюционной меньшевистской группировке» приговорило его к 8 годам лагерей. Он был отправлен в Каргопольлаг, где вскоре умер. Был реабилитирован посмертно в 1955 году «за недоказанностью обвинения». 